# Польское геральдическое общество
Польское геральдическое общество (пол. Polskie Towarzystwo Heraldyczne) — научное общество польских геральдистов, основанное в 1987 году в Варшаве. Объединяет профессиональных геральдистов Польши.
Первым председателем Общества был доктор наук, профессор Стефан Кшиштоф Кучиньский (1988—2010 гг.).
Согласно Уставу, Общество декларирует своей целью «развитие, углубление и распространение исследований в области геральдики, как исторической науки». Кроме того, в сферу интересов Общества входят и другие, сопутствующие геральдике направления исторических исследований (например, вексиллология, генеалогия).
Одной из уставных целей Общества является консультирование органов местного самоуправления по вопросам геральдики, в частности, по созданию и утверждению новых гербов территориальных единиц различных уровней.
Общество является членом Международной конфедерации генеалогии и геральдики (фр. Confédération Internationale d'Héraldique et de Généalogie), сотрудничает с Польской академией наук, университетами, архивами и музеями в Польше и за рубежом.
Помимо Варшавы, Общество имеет несколько филиалов, в том числе в Торуне и Кракове.
Общество ведет активную издательскую и выставочную деятельность, награждает за выдающиеся успехи в области геральдических исследований, выпускает ежегодный научный журнал Rocznik Polskiego Towarzystwa Heraldycznego (Ежегодник Польского геральдического общества).
В 2017 году Обществом был организован 1-й Конгресс польской геральдики.
Почетными членами Польского геральдического общества являлись: Адам Хеймовски, Конрад Сван, Влодзимеж Дворжачек.
Председателем Общества с 2010 года является Славомир Гужиньский — польский историк, доктор гуманитарных наук, кавалер Рыцарского креста Ордена Возрождения Польши.